# Делер, Сюзи
Сюзи Делер (фр. Suzy Delair, собственно Сюзанна Пьеретта Делер фр. Suzanne Pierrette Delaire, 31 декабря 1917, Париж — 15 марта 2020) — французская актриса и певица.

## Биография
Начинала в парижских мюзик-холлах, в кабаре Сюзи Солидор, в ревю Мистингетт, Мари Дюба. Дебютировала в кино в 1930, играла в лентах Александра Корда, Роберта Сиодмака, Абеля Ганса. Стала подругой Анри-Жоржа Клузо, роли в двух его фильмах принесли ей известность. Кроме того, снималась у Марселя Л’Эрбье, Жана Гремийона, Марио Сольдати, Кристиан-Жака, Рене Клемана, Лукино Висконти, Клода Отан-Лара, Марселя Карне, Жерара Ури. В театре выступала в пьесах Мельяка и Галеви, опереттах Оффенбаха «Перикола» и «Парижская жизнь» (режиссёр последней — Жан-Луи Барро, 1959, 1963), драме Чехова Медведь. Исполняла песни Поля Мизраки и других.

## Избранная фильмография
- 1932 : Дама от Максима (Александр Корда)
- 1933 : Слабый пол (Роберт Сиодмак)
- 1934 : Кризис закончился (Роберт Сиодмак)
- 1934 : Паяц (Абель Ганс)
- 1942 : Убийца живёт в доме 21 (Анри-Жорж Клузо): Мила Малу
- 1945 : Жизнь богемы (Марсель Л’Эрбье): Феми
- 1947 : Набережная Орфевр (Анри-Жорж Клузо): Женни Ламур
- 1949 : Белые лапки (Жан Гремийон)
- 1950 : Словесная перепалка (Марио Сольдати), также исполнительница песен
- 1950 : Утраченные воспоминания (Кристиан-Жак)
- 1956 : Жервеза (Рене Клеман)
- 1960 : Регата в Сан-Франциско (Клод Отан-Лара)
- 1960 : Рокко и его братья (Лукино Висконти): Луиза
- 1962 : Просо для птичек (Марсель Карне)
- 1966 : Горит ли Париж? (Рене Клеман)
- 1973 : Приключения раввина Якова (Жерар Ури): Жермен Пивер